# Canal de calcio tipo L

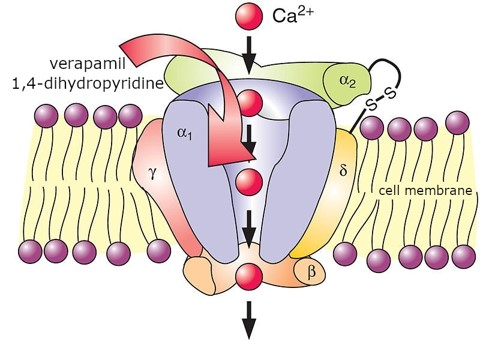
Canal de calcio tipo L subunidades.

El canal de calcio tipo L (también conocido como canal de dihidropiridina o canal DHP) es parte de la familia de canales de calcio, dependientes de voltaje y, activados por voltaje alto. La letra "L" proviene de su característico atributo de larga duración (long lasting) en referencia a la duración de la activación. Los canales activados por voltaje alto convierten las señales eléctricas en una entrada de Ca2+ para desencadenar respuestas biológicas en células excitables.
Este canal tiene cuatro isoformas: Cav1.1, Cav1.2, Cav1.3 y Cav1.4.
- Cav1.1 (mayoritariamente en los músculos esqueléticos), codificado por el gen CACNA1S
- Cav1.2 (músculos cardíacos, músculos lisos, glándula pituitaria, glándulas supra-renales), gen CACNA1C
- Cav1.3 (cerebro, páncreas, riñón, ovarios y cóclea), CACNA1D
- Cav1.4 (en la retina), gen CACNA1F

Los canales de calcio tipo L son responsables por el acoplamiento excitación-contracción del músculo esquelético, músculo liso y miocardio, y de la secreción de aldosterona en las células endocrinas de la corteza suprarrenal. También se encuentran en las neuronas y, con la ayuda de los canales de calcio tipo L en las células endocrinas, regulan las neurohormonas y neurotransmisores. También se ha visto evidencia que desempeñan un papel en la expresión génica, la estabilidad del ARN mensajero, la supervivencia neuronal, la lesión axonal inducida por isquemia, la eficacia sináptica y la activación y desactivación de otros canales iónicos.
La fosforilación de estos canales aumenta su permeabilidad al calcio y aumenta la contractilidad de sus respectivos miocitos cardíacos. En los miocitos cardíacos, el canal de calcio de tipo L pasa el flujo de Ca2+ hacia el interior celular (ICaL) lo que desencadena la liberación de calcio del retículo sarcoplásmico por medio de la activación del receptor de rianodina 2 (RyR2) (es decir, liberación de calcio inducida por calcio).
Los bloqueadores de los canales de calcio tipo L se utilizan como antiarrítmicos cardíacos o antihipertensivos, dependiendo de si los fármacos tienen mayor afinidad por el corazón (las fenilalquilaminas, como el verapamilo ), o por los vasos sanguíneos (las dihidropiridinas, como la nifedipina).
En el músculo esquelético existe una concentración muy alta de canales de calcio tipo L, situados en los túbulos T. La despolarización muscular da como resultado grandes corrientes de activación, pero un flujo de calcio anormalmente bajo, que ahora se explica por la muy lenta activación de las corrientes iónicas. Por esta razón, poco o nada de Ca2+ pasa a través de la membrana del túbulo T durante un solo potencial de acción.

## Historia
Los canales de calcio dependientes de voltaje fueron descubiertos en el músculo de los crustáceos en 1953. Los canales exhibían diferentes voltajes de activación y propiedades conductoras de calcio y, por lo tanto, se separaron en canales de activación de  voltaje alto (HVA) y canales de activación de voltaje bajo (LVA).
 Después de más experimentación, se encontró que los canales HVA se abrirían a 1,4-dihidropiridina (DHP).  Usando DHP, se vieron evidencias que los canales de voltaje alto eran específicos para ciertos tejidos y reaccionaban de manera diferente, lo que condujo a una mayor categorización de los canales HVA en tipo L, de tipo P y de tipo N.
Se secuenciaron los péptidos de los canales de calcio tipo L y se encontró que había 4 tipos de canales de calcio tipo L: α1S (músculo esquelético), α1C (cardiaco), α1D (que se encuentra en el cerebro) y α1F (que se encuentra en la retina).
En 2000, después de que se realizaron más investigaciones sobre las subunidades α1 en los canales de calcio dependientes de voltaje, se utilizó una nueva nomenclatura que se denominó canales de calcio tipo L CaV1 y sus subunidades se denominaron CaV1.1, Cav1.2, CaV1.3 y CaV1.4. La investigación sobre las subunidades CaV1 continúa revelando más sobre su estructura, función y aplicaciones farmacéuticas.

## Estructura

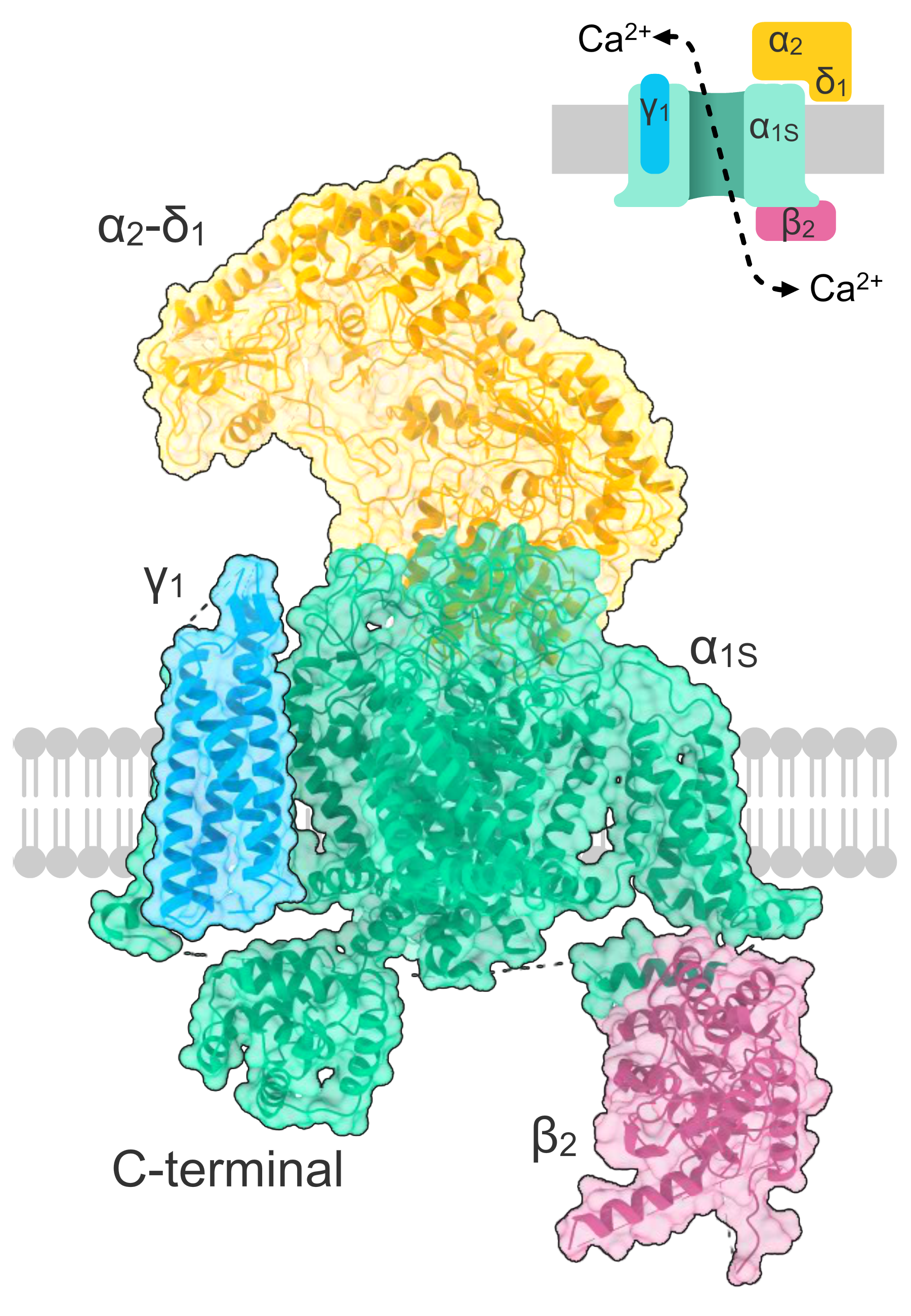
Cristalografía del complejo L- type. Subunidades: α1S= subunidada alfa-1, α2, δ, β, γ. Disposición en relación con la membrana: extracelulares (arriba), transmembrana e intracelulares (abajo).

Los canales de calcio tipo L contienen 5 subunidades diferentes, las subunidades α1, α2, δ, β y γ.
Subunidades
- α1 170.000–240.000 daltons (Da),
- α2 150 kiloDaltons (kDa),
- δ 17-25 kDa,
- β 50-78 kDa,
- γ 32 kDa.[12] 
 En cuanto a las otras proteínas de esta clase, la subunidad α1 es la que determina la mayoría de las propiedades del canal,[13] además de ser el sitio de unión de los bloqueadores de los canales de calcio.

Los canales de calcio dependientes de voltaje son multiproteínas compuestas por subunidades. La subunidad principal es la α1, que forma el poro de selectividad, el sensor de voltaje y el aparato de activación de los VDCC.
Las subunidades α2, δ y β
están unidas de forma no covalente a la subunidad α1 y modulan el tráfico de iones y las propiedades biofísicas de la subunidad α1. Las subunidades α2 y δ se encuentran en el espacio extracelular, mientras que las subunidades β y γ se encuentran en el espacio citosólico.
La subunidad α1
del canal es un heterotetrámero con cuatro grandes regiones transmembrana, conocidas como Dominios I-II-III-IV, que atraviesan la membrana plasmática seis veces como hélices α, denominándose S0-S6 (S0 y S1 juntas cruzan la membrana una vez). 
  La subunidad α1 contiene el dominio de detección de voltaje, el poro de conducción y el aparato de activación.  Como la mayoría de los canales iónicos activados por voltaje, la subunidad α se compone de 4 subunidades (I-II-III-IV). Cada subunidad está formada por 6 dominios alfa-helicoidales transmembrana que atraviesan la membrana (numerados S1-S2-S3-S4-S5-S6).
 Los dominios S1-S4 forman el sensor de voltaje, mientras que las subunidades S5-S6 forman el filtro de selectividad. Para detectar el voltaje de la célula, las hélices S1-S3 contienen muchos aminoácidos cargados negativamente, mientras que las hélices S4 contienen principalmente aminoácidos cargados positivamente con un bucle P que conecta las hélices S4 con S5. Después de los dominios S1-6, hay seis dominios C que consisten en dos motivos de mano EF (C1-2 y C3-4) y un dominio Pre-IQ (C5) y un dominio IQ (C6). También hay dos motivos de mano EF en el extremo N. Tanto el extremo N como el extremo C están en el espacio citosólico y el extremo C es mucho más largo que el extremo N.
Se sabe que la subunidad β tiene cuatro isoformas (β1-β4) para regular las funciones del canal. Está conectada a la subunidad α1 a través del enlazador α1 I y II a nivel citosólico en el bolsillo de unión β α1 (ABP). Cada isoforma contiene un dominio de homología src 3 (SH3) y un dominio similar a la guanilato-quinasa (GK) que están separados por un dominio HOOK y tres regiones no estructuradas.
Las subunidades α2 y δ están conectadas entre sí por enlaces disulfuro (a veces conocidas como la subunidad α2δ) e interactúan con la subunidad α1. Tienen cuatro isoformas conocidas llamadas α2δ-1 a α2δ-2 y contienen un dominio von Willebrand A (VWA) y un dominio extracelular CACHE (CAlcium channels and CHEmotaxis receptors). La región α2 está en el espacio extracelular mientras que la región δ está en la membrana celular y se ha visto que está anclada con un ancla de glicosilfosfatidilinositol (GPI).
La subunidad γ tiene ocho isoformas (γ1-γ8) y está conectada a la subunidad α1 y solo se ha encontrado en las células musculares en los canales CaV1.1 y CaV1.2. No se ha recabado mucha información sobre la subunidad γ, pero se ha relacionado con interacciones en fuerzas hidrofóbicas.

### Tipos de canales L
Según las isoformas de la subunidad α1 y su ubicación, es posible distinguir cuatro tipos diferentes de canales L.
- Canal Tipo Esquelético: subunidad α1 de tipo S (Cav1.1). Este canal es codificado por el gen CACNA1S.
- Tipo Cardíaco: subunidad α1 de tipo C (Cav1.2), Este canal es codificado por el gen CACNA1C.
- Tipo Endocrino: subunidad α1 de tipo D (Cav1.3). Este canal es codificado por el gen CACNA1D.
- Tipo Sensorial: con subunidad α1 tipo F (Cav1.4). Este canal es codificado por el gen CACNA1F.

## Mecanismo
Este canal se abre permitiendo un flujo de calcio a través de él hacia el interior de la célula. Una vez que estos canales se abren, se cierran lentamente y proporcionan un flujo de Ca ++ de larga duración. Son los canales de calcio más comunes en el músculo cardíaco. Su activación se produce en la fase ascendente del potencial de acción, a un valor de potencial mucho más positivo que el que determina la apertura de los canales de calcio tipo T, aproximadamente a un valor de -20 mV. La entrada en la celda de cargas positivas (Ca++) se compensa con la salida de la celda de otras cargas positivas, es decir, con una corriente saliente de K+.
La apertura del poro en los canales de calcio tipo L tiene lugar en la subunidad α1. Cuando la membrana se despolariza, la hélice S4 se mueve a través de los enlazadores S4 y S5 hacia los extremos citoplasmáticos de las hélices S5 y S6. Ese mecanismo abre la puerta de activación que está conformada por el lado interno de las hélices S6 en la subunidad α1.
La forma más predominante de autoinhibición de los canales de calcio tipo L es con el complejo Ca2+/Cam. A medida que el poro se abre y provoca la entrada de calcio, el calcio se une a la calmodulina y luego interactúa con el bucle que conecta los motivos de la mano EF adyacentes y provoca un cambio conformacional en el motivo de la mano EF, por lo que interactúa con el poro para provocar una inhibición rápida en el canal. Existe debate sobre el dónde y cómo interactúan el poro y la mano EF. Los paquetes hidrofóbicos en el complejo Ca2+/Cam también se unirá a tres secciones del dominio IQ conocidas como "anclas aromáticas". El complejo Ca2+/Cam tiene una alta afinidad hacia los canales de calcio de tipo L, lo que le permite bloquearse incluso cuando hay bajas cantidades de calcio presentes en la célula. El poro finalmente se cierra a medida que la célula se repolariza y provoca un cambio conformacional en el canal para ponerlo en la conformación cerrada.

## Farmacología
Los canales de calcio tipo L son el sitio de acción de fármacos bloqueadores de los canales de calcio. Algunos de estos fármacos incluyen al nifedipino, amlodipino y cilnidipino utilizados como fármacos antihipertensivos debido a su acción prevalente sobre el músculo liso vascular. El verapamilo o diltiazem se utilizan en clínica como antiarrítmicos ya que actúan principalmente sobre las fibras musculares miocárdicas.

### Antagonistas de los canales de tipo L
Los canales de calcio de tipo L son bloqueados selectivamente por fármacos bloqueadores de los canales de calcio: 
- Benzodiazepinas, a las que pertenece químicamente el diltiazem
- Dihidropiridinas que incluyen, además de las mencionadas amlodipina y nifedipina, también Nisoldipino, nicardipina y otros medicamentos.
- Fenilalquilaminas, incluidos gallopamilo y verapamilo.

## Inhibición y modulación
Una de las características más reconocidas del canal de calcio tipo L es su gran sensibilidad a las 1,4-dihidropiridinas (DHP). A diferencia de otros canales de calcio dependientes de voltaje, los canales de calcio de tipo L son resistentes a los fármacos inhibidores ⍵-CT X (GVIA) y ⍵-AG A (IVA).
Una forma bien observada de modulación se debe al empalme alternativo. Una forma común de modulación del empalme alternativo es el modulador C-terminal (CTM). Tiene una hélice α cargada positivamente en el terminal C llamada DCRD y una hélice cargada negativamente justo después del motivo IQ (sitio de interacción CaM) llamado PCRD. Las dos hélices pueden formar una estructura que se une competitivamente con CaM para reducir la probabilidad de estado abierto y disminuir la inhibición dependiente del calcio (CDI).
También se observa empalme alternativo en las subunidades β para crear diferentes isoformas para dar a los canales diferentes propiedades debido a la palmitoilación y la edición de ARN. Otras formas de modulación en la subunidad β incluyen el aumento o la disminución de la expresión de la subunidad. Esto se debe al hecho de que las subunidades β aumentan la probabilidad de apertura del canal, la actividad en la membrana plasmática y antagonizan la ubiquitinación del canal.
Los canales de calcio tipo L también son modulados por receptores acoplados a proteínas G y el sistema nervioso adrenérgico. La proteína quinasa A (PKA) activada por una cascada de receptores acoplados a proteína G puede fosforilar los canales de calcio de tipo L, después de que los canales formen un complejo de señalización con proteínas de anclaje A-quinasa (AKAP), para aumentar la corriente de calcio a través del canal, aumentando la probabilidad de estado abierto y un período de recuperación acelerado. La fosfolipasa C activada (PLC) de los receptores acoplados a proteína G puede descomponer los grupos polifosfoinosítidos para disminuir en un 20%-30% la corriente de calcio de los canales.
Se han recopilado evidencias que el sistema nervioso adrenérgico modula los canales de calcio de tipo L al fraccionar el fragmento C-terminal cuando se estimula el receptor β-adrenérgico aumentando la activación de los canales.